# Leiterschleife
Eine Leiterschleife beschreibt in der Elektrotechnik eine von einem Leiter aufgespannte Fläche. Man unterscheidet zwischen einer geschlossenen und einer geöffneten Leiterschleife. Sie bildet die kleinste Einheit einer Spule und wird besonders in der Physik und Elektrotechnik zur Veranschaulichung des Induktionsgesetzes eingesetzt.

## Das Magnetfeld

Magnetfeld einer runden Leiterschleife

Flussdichte in Abhängigkeit vom Abstand entlang der Achse der Leiterschleife

Ein Magnetfeld entsteht um jeden stromdurchflossenen Leiter. Wie beim geraden Draht wird jedes Teilstück in unmittelbarer Nähe von konzentrischen Feldlinien umgeben. Nimmt man als Modellvorstellung eine stromdurchflossene geschlossene Leiterschleife, so kann die Richtung der Feldlinien mit der Rechte-Faust-Regel bestimmt werden.

Abhängigkeiten zur Berechnung der Flussdichte in einem Punkt neben einer Stromschleife

Eine runde Leiterschleife im Ursprung um die {\displaystyle z}-Achse mit dem Radius {\displaystyle R}, die von einem Strom der Stärke {\displaystyle I} durchflossen wird, erzeugt gemäß dem Biot-Savart-Gesetz (mit Zylinderkoordinaten {\displaystyle \rho ,\varphi ,z}) die magnetische Flussdichte
{\displaystyle {\boldsymbol {B}}({\boldsymbol {r}})={\frac {\mu _{0}I}{4\pi }}\int _{0}^{2\pi }R\,{\boldsymbol {{\hat {\varphi }}'}}(\varphi ')\times {\frac {{\boldsymbol {r}}-{\boldsymbol {\rho }}'(\varphi ')}{|{\boldsymbol {r}}-{\boldsymbol {\rho }}'(\varphi ')|^{3}}}\,\mathrm {d} \varphi '}.
Hierbei wird über den Winkel {\displaystyle \varphi '} einmal um die Leiterschleife integriert, wobei {\displaystyle {\boldsymbol {\rho }}'(\varphi ')={\boldsymbol {\hat {x}}}R\cos \varphi '+{\boldsymbol {\hat {y}}}R\sin \varphi '} und {\displaystyle {\boldsymbol {{\hat {\varphi }}'}}(\varphi ')={\boldsymbol {\hat {y}}}\cos \varphi '-{\boldsymbol {\hat {x}}}\sin \varphi '}. Nach Komponenten aufgelöst ergibt das
{\displaystyle {\boldsymbol {B}}(\rho ,z)=B_{\rho }{\boldsymbol {\hat {\rho }}}+B_{z}{\boldsymbol {\hat {z}}}}
{\displaystyle B_{\rho }={\frac {\mu _{0}I}{2\pi }}{\frac {1}{\sqrt {(R+\rho )^{2}+z^{2}}}}{\frac {z}{\rho }}\left({\frac {R^{2}+\rho ^{2}+z^{2}}{(R-\rho )^{2}+z^{2}}}E(k^{2})-K(k^{2})\right)}
{\displaystyle B_{z}={\frac {\mu _{0}I}{2\pi }}{\frac {1}{\sqrt {(R+\rho )^{2}+z^{2}}}}\left({\frac {R^{2}-\rho ^{2}-z^{2}}{(R-\rho )^{2}+z^{2}}}E(k^{2})+K(k^{2})\right)}
mit {\displaystyle k^{2}={\frac {4R\rho }{(R+\rho )^{2}+z^{2}}}}
wobei {\displaystyle K(k^{2})} und {\displaystyle E(k^{2})} die vollständigen elliptischen Integrale erster und zweiter Art sind. {\displaystyle {\boldsymbol {\hat {\rho }}}} und {\displaystyle {\boldsymbol {\hat {z}}}} sind Einheitsvektoren der Zylinderkoordinaten. Aus Symmetriegründen gibt es weder Abhängigkeiten noch Komponenten in {\displaystyle \varphi }-Richtung. Obige Formel für {\displaystyle B_{\rho }} ist in der Umgebung von {\displaystyle \rho =0} numerisch instabil, was durch eine Taylor-Entwicklung oder die Verwendung der Carlson-Formen behoben werden kann.
Auf der Symmetrieachse der Leiterschleife ({\displaystyle \rho =0}) im Abstand {\displaystyle z} vom Mittelpunkt beträgt die Flussdichte
{\displaystyle {\boldsymbol {B}}(z)={\frac {\mu _{0}I}{2}}\,{\frac {R^{2}}{\left(R^{2}+z^{2}\right)^{3/2}}}\,{\boldsymbol {\hat {z}}}}.
Ordnet man mehrere Leiterschleifen aneinander (Spule), so wird das resultierende Magnetfeld als Überlagerung der Einzelfelder berechnet. Eine Aneinanderreihung von kreisförmigen Leiterschleifen ergibt eine Zylinderspule.

## Lorentzkraft zwischen zwei Leiterschleifen
Leiterschleifen üben durch ihr Magnetfeld Lorentzkräfte aufeinander aus. Die axiale Kraft {\displaystyle F} zwischen zwei koaxial angeordneten kreisförmigen Leiterschleifen mit Radien {\displaystyle R_{1}}, {\displaystyle R_{2}} und Strömen {\displaystyle I_{1}}, {\displaystyle I_{2}} mit axialem Abstand {\displaystyle z} beträgt:
{\displaystyle F(z)=\mu _{0}\,I_{1}I_{2}{\frac {-z}{\sqrt {(R_{1}+R_{2})^{2}+z^{2}}}}\left({\frac {R_{1}^{2}+R_{2}^{2}+z^{2}}{(R_{1}-R_{2})^{2}+z^{2}}}E(k^{2})-K(k^{2})\right)},       {\displaystyle k^{2}={\frac {4R_{1}R_{2}}{(R_{1}+R_{2})^{2}+z^{2}}}}
mit {\displaystyle E(k^{2})} und {\displaystyle K(k^{2})} wie oben. Hieraus folgt beispielsweise, dass die anziehende axiale Kraft in einer Helmholtz-Spule {\displaystyle F_{\text{H}}=0{,}572\,\mu _{0}I^{2}} beträgt.
Für große Abstände {\displaystyle z\gg R_{1},R_{2}} entspricht die Kraft annähernd einer Kraft zwischen zwei Dipolen mit Dipolmomenten {\displaystyle m_{i}=I_{i}\cdot R_{i}^{2}\pi }:
{\displaystyle F(z)\simeq -{\frac {3\pi }{2}}\mu _{0}{\frac {R_{1}^{2}I_{1}\,R_{2}^{2}I_{2}}{z^{4}}}}
Für identische Radien {\displaystyle R_{1}=R_{2}=R} und kleine Abstände {\displaystyle z\ll R} entspricht die Kraft der von zwei parallel verlaufenden Leitern:
{\displaystyle F(z)\simeq -\mu _{0}\,I_{1}I_{2}{\frac {R}{z}}}

## Induzierte Spannung
In einer geöffneten Leiterschleife wird eine Spannung induziert, die proportional zu dem in ihr fließenden magnetische Fluss {\displaystyle \Phi } ist. Allgemein gilt nach dem Induktionsgesetz:
{\displaystyle U=-{\frac {\mathrm {d} \Phi }{\mathrm {d} t}},}
mit
{\displaystyle \Phi =\int \limits _{A}{\vec {B}}\cdot {\text{d}}{\vec {A}}}

## Anwendungsbeispiele

### Generator
Ein Generator besteht prinzipiell aus einer stromdurchflossenen Leiterschleife, die in einem ruhenden, homogenen Magnetfeld durch mechanische Energie gedreht wird. In der oben genannten Formel des Induktionsgesetzes wird das Magnetfeld {\displaystyle {\vec {B}}} als konstant und nur die Fläche {\displaystyle {\vec {A}}} als zeitlich änderbar angenommen. Somit erhält man für den magnetischen Fluss
{\displaystyle {\frac {\mathrm {d} \Phi }{\mathrm {d} t}}={\vec {B}}\cdot {\frac {\mathrm {d} {\vec {A}}}{\mathrm {d} t}}}

### Transformator
Das Grundprinzip des Transformators lässt sich verdeutlichen an zwei gegenüberliegenden Spulen, die jeweils aus mehreren Leiterschleifen aufgebaut und nur mit einem Eisenkern, der nicht elektrisch leitet, verbunden sind. Der Wirkmechanismus des Transformators ist die Spannungstransformation, bei der die aufgespannte Fläche {\displaystyle {\vec {A}}} der Leiterschleife als konstant und das Magnetfeld {\displaystyle {\vec {B}}} als zeitlich änderbar angenommen wird. Durch das Induktionsgesetz erhält man für den magnetischen Fluss
{\displaystyle {\frac {\mathrm {d} \Phi }{\mathrm {d} t}}={\vec {A}}\cdot {\frac {\mathrm {d} {\vec {B}}}{\mathrm {d} t}}}
Das sich ändernde Magnetfeld wird bei dem Transformator durch Anlegen einer Wechselspannung erzeugt und über den Eisenkern induziert der magnetische Fluss {\displaystyle \Phi } eine Spannung in der gegenüberliegenden Spule.